# The Daily Telegraph (Sydney)
The Daily Telegraph, conegut col·loquialment com a The Tele, és un tabloide australià publicat a Sydney (Nova Gal·les del Sud) per News Corp Australia. Es publica de dilluns a dissabte i es pot comprar a Sydney, gran part de Nova Gal·les del Sud, el Territori de la Capital Australiana i el Sud-est de Queensland. Gestiona el sisè web de notícies més popular d'Austràlia, amb una audiència mensual de 2.841.381 lectors.